# 綠窗口

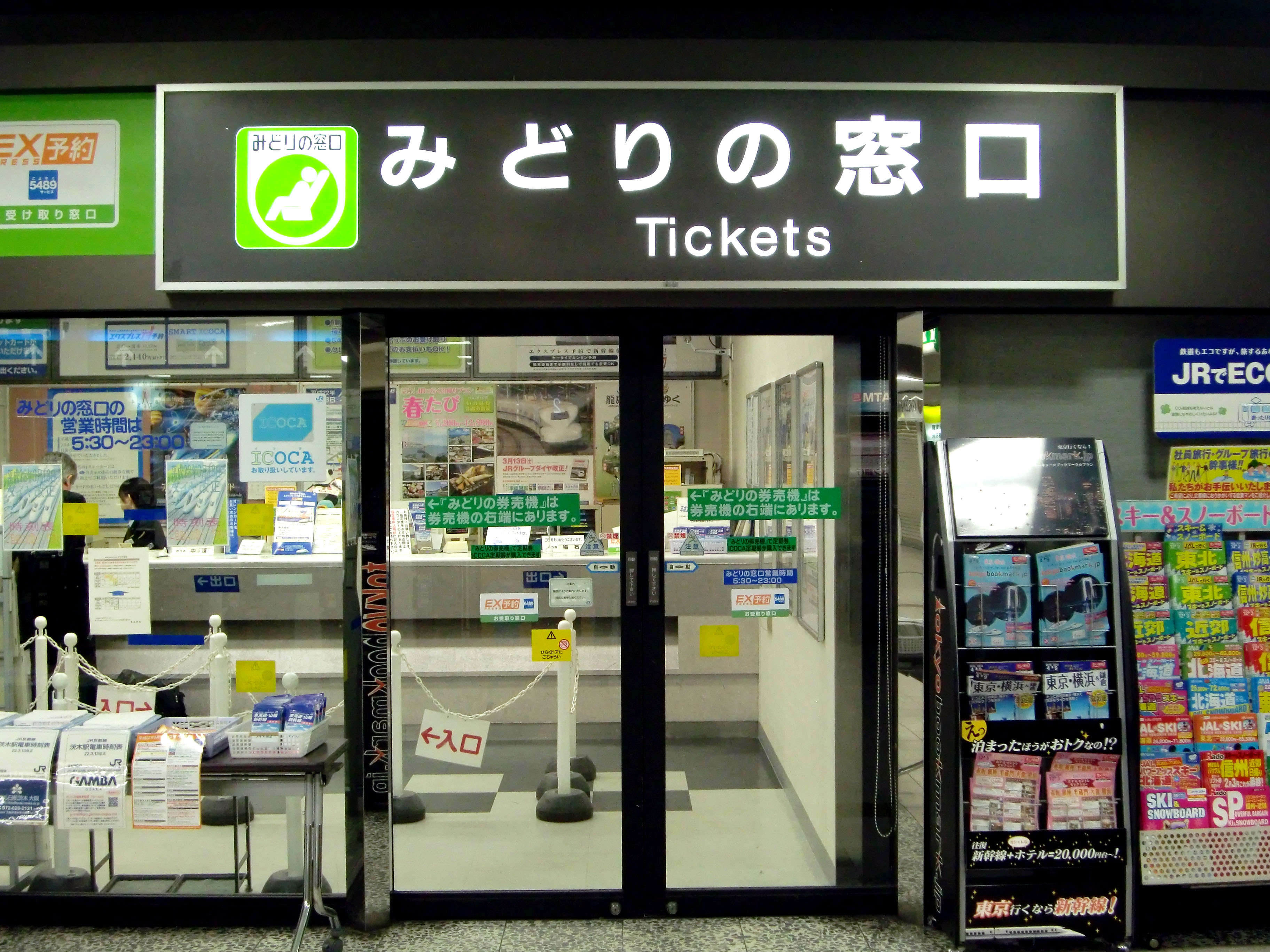
JR西日本茨木車站內的綠窗口

綠窗口或綠色窗口（日语：／ Midori no madoguchi */?）是日本各JR鐵路公司的票務櫃臺之泛稱，主要的業務是銷售JR的各級車票，包括一般的乘車券（普通車票）、特急券（搭乘特急列車時的額外加價）與指定券（訂購指定席、也就是事先劃位座的額外加價）等，除此之外綠窗口也負責銷售像是月票或套票之類比較特殊的車票。雖然日本大部分一定規模以上的車站都設有自動售票機，但對於起讫點超過所在車站範圍的長距離列車車票、需要劃位的指定券、以及想要使用信用卡購票的旅客，還是得利用綠窗口才能得到想要的服務。

## 位置
綠窗口主要分佈在JR集團各公司所屬的主要車站，以及一些如北近畿丹後鐵道（北近畿タンゴ鉄道）等、自日本國鐵分離並獨立而出的第三部門鐵道公司之部分車站內，除此之外在一些像是大型的旅行社、機場、公車總站或港口內的渡輪總站等地方，有時也會有綠窗口的蹤影。

## 定義
雖然綠窗口是JR各公司統一使用的名稱，但各公司對於綠窗口的定義卻不完全相同。舉例來說，JR東海有部分的車站是委託其子公司東海交通事業代為經營（稱為「簡易委託車站」），這些票口或櫃臺雖然可以提供與綠窗口幾乎一樣的服務，但卻單純只是命名為「售票處」（きっぷうりば）而不掛上綠窗口之名。但相反的，JR西日本對於有設置MARS系統可以進行連線購票的簡易委託車站，則一律稱呼為綠窗口。

## 名稱由來
「綠窗口」這個名稱的由來，起源於過去日本國鐵所使用、有著綠色底色的鐵路車票，因此把販賣綠色車票的票口命名為「綠窗口」。不過，今日的JR各公司早已不使用綠色底色的車票，取而代之的是有著水綠色底色以及「JR」字樣防偽紋的磁性票根。

## 售票系統
日本全國所有的綠窗口都是使用一套由JR系統公司所運作、稱為旅客販賣綜合系統（旅客販売総合システム，通常縮寫為「MARS」）的連線票務系統，利用這套系統旅客可以在綠窗口訂購到自日本全國任何一個角落起讫的JR列車車票，有時甚至也可訂購包括JR巴士車票、互相有合作或聯運的第三部門鐵道公司之車票、或JR各公司直屬的旅行社所推出之旅遊行程。

## 關閉與縮短營業時間
JR各公司推出透過網路及手機預訂車票的服務，旅客無需到綠窗口就可以購得車票，使得2000年代起對於綠窗口的需求減少，JR各公司為降低營運成本，陸續關閉綠窗口，或縮減營業時間。一些車站在汰換自動售票機時，換裝成可連線到呼叫中心，由服務人員遠端與購票旅客對話服務的新款售票機，有限度的替代綠窗口的功能。

## 外部連結
- JR北海道：綠窗口一覧 （页面存档备份，存于）
- JR東日本：綠窗口一覧 （页面存档备份，存于）